# اینابل دیاز
اینابل دیاز سانتانا (انگلیسی: Ineabelle Díaz Santana؛ متولد ۴ ژانویه ۱۹۷۴ در ریو پیدراس) تکواندوکار پورتوریکویی است که در کلاس سبک‌وزن زنان رقابت کرد. او در مجموع سالهای فعالیت خود، ده مدال بدست آورد؛ از جمله دو مدال از مسابقات قهرمانی تکواندو و یک مدال برنز از بازیهای پان امریکن ۱۹۹۹ در وینیپگ، منیتوبا، کانادا. دیاز همچنین در یک بازی نمایشی در المپیک تابستانی ۱۹۹۲ در بارسلونا برای پورتوریکو رقابت کرد و بعدها، در بازی‌های المپیک تابستانی ۲۰۰۴ در وزن ۶۷ کیلوگرم به مقام پنجم دست یافت در حالی که به دریافت اولین مدال المپیک برای کشورش، بعد از سال ۱۹۹۶ بسیار نزدیک شده‌بود.